# Jasaan
Jasaan ist eine philippinische Stadtgemeinde in der Provinz Misamis Oriental. Sie hat 54.478 Einwohner (Zensus 1. August 2015).

## Baranggays
Jasaan ist politisch in 15 Baranggays unterteilt.
- Aplaya
- Bobontugan
- Corrales
- Danao
- Jampason
- Kimaya
- Lower Jasaan (Pob.)
- Luz Banzon
- Natubo
- San Antonio
- San Isidro
- San Nicolas
- Solana
- Upper Jasaan (Pob.)
- I. S. Cruz

## Sehenswürdigkeiten
Die Immaculate Conception Church wurde im 19. Jahrhundert vom Jesuitenorden erbaut. Die Originalfassade ging durch Renovierungsarbeiten verloren. Die Insel Agutayan und sein vorgelagertes Riff gehören zu den besonderen Sehenswürdigkeiten für Tauchsportler.

## Söhne und Töchter
- Raul Dael (* 1966), römisch-katholischer Geistlicher, Bischof von Tandag